# Demonax antireductus
Demonax antireductus là một loài bọ cánh cứng trong họ Cerambycidae.